# Ramanspectroscopie
Ramanspectroscopie is een spectroscopische techniek die gebruikt wordt in vele domeinen, waaronder de vastestoffysica en de scheikunde, om vibraties en rotaties in een systeem te bestuderen. Een alternatief voor ramanspectroscopie wordt geboden door infraroodspectroscopie (IR). Beide spectroscopische technieken geven een signaal waarmee de verschillen in energieniveaus van de vibraties en rotaties gemeten worden. Echter, daar waar IR-spectroscopie gebaseerd is op de absorptie van infraroodlicht, is ramanspectroscopie gebaseerd op inelastische verstrooiing ofwel ramanverstrooiing van monochromatisch licht. Doordat raman- en infraroodspectroscopie gebaseerd zijn op verschillende effecten is de informatie complementair: sommige trillingen waarvoor de infraroodspectroscopie geen informatie kan geven vanwege symmetrie, kunnen in ramanspectroscopie wel worden gezien, en andersom. Om de trillingswijzen van een ingewikkeld molecuul goed te begrijpen is het dus aan te bevelen beide technieken toe te passen en te vergelijken. Bij ramanspectroscopie wordt een laser als lichtbron gebruikt in het zichtbaar licht, ultraviolet of nabij-infrarood.
Inelastische verstrooiing van licht vormt de basis van ramanspectroscopie. Deze inelastische verstrooiing is een fysisch effect waarbij het licht een energieverschuiving ondergaat tijdens het strooien. Dit effect noemt men het ramaneffect, naar de ontdekker, de Indiase wetenschapper Sir Chandrasekhara Venkata Raman. Raman ontdekte het effect in 1928 en won hiervoor in 1930 de Nobelprijs voor Natuurkunde. Pas na de ontwikkeling van de laser werd ramanspectroscopie populair.
De grootteorde van de energieën die voor ramanspectroscopie een rol spelen zijn gelijk aan die in de infraroodspectroscopie. Ook de eenheid reciproke centimeters of golfgetallen wordt in beide velden gebruikt om de energie aan te geven. Deze eenheid geeft het aantal golven weer en loopt van ongeveer 150 cm−1 tot 4000 cm−1, hoewel het gebied onder 1850 cm−1 het meest gebruikt wordt. De effectief gebruikte energieën verschillen van toestel tot toestel en soms zelfs van experiment tot experiment.

## Ramanspectroscopie op moleculaire schaal bekeken
Moleculen kunnen beschouwd worden als grote positieve kernen waaromheen zich een ijle en vervormbare elektronenwolk bevindt. De atomen binnen de moleculen zijn niet gebonden aan vaste posities en zullen vibreren, roteren en over elkaar schuiven. De vibraties en rotaties vervormen de elektronenwolk van het systeem. Licht is een vorm van elektromagnetische straling en bevat behalve een magnetische component ook een elektrische component. Aangezien dit elektrische veld oscilleert, zal het ingestuurde laserlicht de elektronenwolk van de moleculen periodiek vervormen.
Doordat zowel de moleculaire vibraties als het elektrische veld van het licht, de elektronenwolk periodiek vervormen, kunnen beide interageren. Indien de polariseerbaarheid van het belichte molecuul verandert tijdens een vibratiebeweging kan er energie tussen het molecuul en het licht uitgewisseld worden. Deze hoeveelheid energie die uitgewisseld wordt, komt perfect overeen met het verschil in energie tussen twee vibratieënergieniveaus in het molecuul. Wanneer er geen energie-uitwisseling optreedt en het uittredende licht dus dezelfde energie heeft als het invallende licht, spreekt men van rayleighverstrooiing. Als het molecuul echter energie opneemt ten opzichte van de binnentredende bundel spreekt men van stokesverstrooiing, terwijl energieafgifte door het molecuul antistokesverstrooiing genoemd wordt.

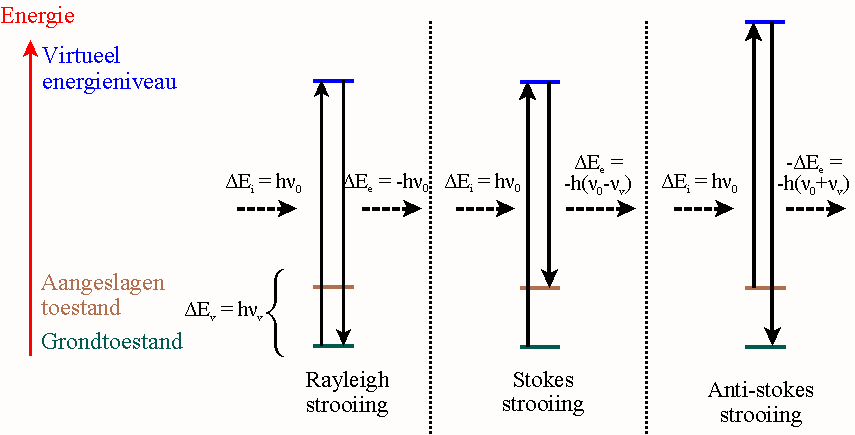
Verschillende vormen van verstrooiing van visueel licht: rayleighverstrooiing (geen energie-uitwisseling, elastische verstrooiing), stokesverstrooiing (energieopname door het molecuul) en antistokesverstrooiing (energieafgifte door het molecuul)

Rayleighstraling is zeer intens; de stokesstraling is intenser dan de antistokesstraling. Deze energie-uitwisseling geeft informatie over de bindingen in de moleculen, net als infraroodspectroscopie.
Deze energieverschillen worden experimenteel gemeten door het verschil van de energie tussen het uitgezonden foton en de energie van de ingestuurde fotonen te meten. De waarde van het gemeten energieverschil is echter onafhankelijk van het feit of het gaat om opname of afgifte van de energie (enkel afhankelijk van de vibraties van de bestudeerde moleculen). Hierdoor zal het ramanspectrum symmetrisch zijn ten opzichte van de rayleighband. De intensiteiten van de banden zijn echter evenredig met het aantal bestraalde moleculen in de begintoestand. Uit de Boltzmann-verdeling volgt dat er altijd meer moleculen zich in een lagere energietoestand bevinden dan in een hogere energietoestand (afwijkingen kunnen optreden als de ontaarding van de hogere energietoestand groter is, of bij populatie-inversie, zoals wordt gebruikt in lasers). Het gevolg is dat de intensiteit van het stokesspectrum groter is (bekijk de energie van de vibratieniveaus bij het begin en einde):
{\displaystyle {\frac {N_{1}}{N_{0}}}={\frac {g_{1}}{g_{0}}}e^{-{\frac {\Delta E_{\text{v}}}{k_{\text{B}}T}}}}
met:
{\displaystyle N_{0}} het aantal atomen in de grondtoestand
{\displaystyle N_{1}} het aantal atomen in de aangeslagen toestand
{\displaystyle g_{0}} de ontaarding in de grondtoestand
{\displaystyle g_{1}} de ontaarding in de aangeslagen toestand
{\displaystyle \Delta E_{\text{v}}} de grootte van het energieverschil tussen de beschouwde energieniveaus
{\displaystyle k_{\text{B}}} de boltzmannconstante
{\displaystyle T} de temperatuur in kelvin
De mate waarin men de elektronenwolk kan vervormen noemt men de polariseerbaarheid: hoe groter de polariseerbaarheid, hoe gemakkelijker interactie tussen de moleculen en licht optreedt en hoe sterker het ramaneffect.

## Instrumentatie
In een typisch experiment wordt een monster bestraald met een laser. Echter, elke optische component van de spectrometer heeft een ramanspectrum (al worden deze bij de productie van de spectrometer zo gekozen dat de ramanspectra van de optische componenten zo klein mogelijk zijn). Daarom wordt net voor de bestraling van het monster de gewenste lasergolflengte gefilterd van reeds opgetreden ramanverstrooiing en van eventuele andere aanwezige lasergolflengten. Deze filtering wordt uitgevoerd met een speciale monochromator en meer recentelijk met zogenaamde notch filters.
Het licht dat vervolgens door het monster verstrooid wordt, wordt opgevangen met behulp van een grote lens. Het licht kan onder verschillende hoeken worden opgevangen, bijvoorbeeld onder een hoek van 90 graden of 180 graden (backscatteringgeometrie). Bij backscatteringgeometrie wordt het verstrooide licht opgevangen door dezelfde lens die het laserlicht op het monster focuseert. Via een speciale spiegel wordt het ingestuurde licht dan gescheiden van het verstrooide licht.
Het ramaneffect is echter een inherent zwak effect. Slechts 1 op 106 tot 1 op 108 ingestuurde fotonen zal een energieverschuiving ondergaan. Hierdoor heeft het overgrote deel van het opgevangen licht nog steeds dezelfde energie als het ingestuurde licht en bevat dus geen informatie. Door deze grote hoeveelheid oninteressante fotonen bestaat het gevaar dat de detector reeds verzadigd wordt voordat een signaal gemeten kan worden. Daarom verwijdert een zogenaamde band-reject-filter de golflengten dicht bij de lasergolflengte, het signaal dat wordt veroorzaakt door elastische verstrooiing. De overgebleven golflengten (veel zwakkere signalen) worden via een tralie (ook rooster genoemd) gescheiden en op een detector opgevangen.
De scheiding van de oninteressante elastische en de veel zwakkere inelastische strooistraling was vroeger het grootste probleem van de ramanspectroscopie. Dit speelt vooral wanneer men naar kleine verschuivingen van minder dan 200 cm−1 op zoek is. Vaak worden hiervoor holografische tralies gebruikt, en een aantal opeenvolgende dispersie-stappen. Men moest het licht niet eenmaal maar soms wel driemaal door een monochromator sturen en ervoor zorgen dat het instrument zo is uitgelijnd dat de elastisch verstrooide Rayleigh-straling de uiterst gevoelige detector niet bereikt. Men kan dit probleem goed vergelijken met het observeren van de corona van de zon. Dat werkt het beste bij een totale zonsverduistering, wanneer het directe zonlicht dat vele malen sterker is dan dat van de corona, geblokkeerd wordt door de maan. Technologische vernieuwingen in rooster en detector zorgden ervoor dat een dergelijke optiek niet meer nodig blijkt, waardoor ramanspectrometers kleiner en handelbaarder werden. Een rooster scheidt het licht nu in de verschillende golflengte waaruit het bestaat die allen gezamenlijk op een CCD-detector opgevangen en geanalyseerd worden.
Net als bij IR-spectroscopie is het vaak niet nodig om alle details van het spectrum te begrijpen om toch van het spectrum nuttig gebruik te kunnen maken. Vaak gebruikt men het spectrum bijvoorbeeld om te identificeren wat voor soort functionele groepen de (onbekende) molecule bezit. Ramanspectroscopie wordt dan ook vaak voor dit soort analytische doeleinden toegepast.

### Typische opzet
Tegenwoordig hebben veel ramanspectrometers een diodelaser en wordt het laserlicht via glasvezels getransporteerd. De toestellen zijn veelal modulair, maar in een typische opzet van het toestel volgt het licht een weg via:
1. laser
2. eventueel filter om verschillende niet gewenste modi te verwijderen (om enkel monochromatisch laserlicht over te houden als dit niet het geval was)
3. koppeling van het licht in een glasvezel (excitatievezel)
4. lenzensysteem met notchfilter om ramanverstrooiing van excitatievezel te verwijderen
5. lens om het licht te focussering met het monster
6. interactie van het licht met het monster
7. verstrooide licht wordt opgevangen door de spectrometer (dikwijls door dezelfde lens als degene die het licht op het monster bracht, =backscatteringgeometrie)
8. band-reject-filter: verwijderen van de intense rayleighstraling
9. koppeling om het laserlicht via een glasvezel naar een glasvezel
10. transport door collectievezel naar detector
11. dispersie van het verstrooide licht, ontleden in de verschillende golflengten
12. detectie van het licht (meestal CCD-detector)

## Varianten van ramanspectroscopie
Van ramanspectroscopie zijn er verschillende varianten ontwikkeld. Deze technieken hebben alle hun eigen karakteristieken en werden ontworpen dan wel ontwikkeld met het oog op een hoger ramansignaal ten opzichte van dispersieve ramantoestellen of FT-ramantoestellen (FT: fouriertransformatie).

### Resonantie ramanspectroscopie
Anders dan bij infraroodspectroscopie is de lichtbron in het algemeen monochromatisch, namelijk een laserstraal met een vaste golflengte. Men kan met andere woorden deze golflengte tot op zekere hoogte kiezen. Echter, kwaliteitsvolle, degelijke en betrouwbare lasers met een willekeurig instelbare golflengte bestaan nog niet. Lasers met een regelbare golflengte bestaan wel, zoals kleurstoflasers en OPO/OPA systemen maar zij zijn vaak erg onderhoudsintensief, en/of hebben een lage, dikwijls instabiele, lichtopbrengst.
De keuze van een andere golflengte kan tot drastische verandering in het ramanspectrum leiden, vooral als men een golflengte kiest die geabsorbeerd wordt door het monster. Dit is het geval wanneer de energie van de invallende lichtbundel ongeveer overeenkomt met het energieverschil tussen twee elektronische energieniveaus in de bestraalde molecule. Men spreekt dan van resonantieramanspectroscopie. In deze techniek worden een beperkt aantal trillingswijzen veel intenser in het spectrum, vooral als zij van atomen komen die ook bij het absorptieproces betrokken zijn.

### SERS (Surface Enhanced Raman Scattering)
In de jaren zeventig is min of meer bij toeval ontdekt dat wanneer moleculen geadsorbeerd worden op een ruwe drager van zilver of goud (enige andere metalen vertonen dit effect in mindere mate), er een enorme versterking van het ramansignaal plaatsvindt. Dit betekent dat de gevoeligheid van de techniek een grote stap voorwaarts maakte, maar tegenwoordig is het nog steeds niet duidelijk hoe het 'magische' zilvereffect precies werkt. Wel is duidelijk dat er waarschijnlijk twee factoren zijn. Ten eerste hebben zilver en goud iets gemeen: zij zijn bijzonder goede geleiders die een plasmafrequentie hebben in het nabij ultraviolette of zichtbare gebied. De voornaamste bijdrage tot de versterking komt waarschijnlijk van een (dankzij de ruwheid) gelokaliseerde plasmonresonantie, waardoor als het ware het foton enige tijd opgebotteld wordt. Voor een molecuul in die bottel wordt de kans tot het ondergaan van een ramanproces daardoor vele malen groter. Een tweede bijdrage komt mogelijk van de chemisorptie van een molecule aan het zilver oppervlak waardoor de elektronentoestanden van de molecule zich vermengen met die van het zilver. 
SERS kan ook gecombineerd worden met het effect van resonantie, en hiermee ontstaat SERRS (Surface Enhanced Resonance Raman Scattering). Indien de intensiteitsverhogende effecten van beide technieken worden gecombineerd, is hiermee zelfs detectie van één enkele molecule met behulp van ramanspectroscopie mogelijk geworden.

## Historisch overzicht
Het ramaneffect werd door de Oostenrijkse natuurkundige Adolf Gustav Smekal in 1923 voorspeld en voor het eerst in de praktijk waargenomen door de Indische wetenschapper Chandrasekhara Venkata Raman in 1928. Hij deed deze ontdekking met hulp van gefilterd zonlicht, dit omdat er in de jaren 1920 nog geen monochromatische lichtbronnen bestonden. Raman gebruikte daarom een gekleurde filter als monochromator, en het menselijk oog als detector. De eerste experimenten werden uitgevoerd door visuele observatie van gefocusseerd zonlicht. Veel later werden ramanspectra bekomen met een kwikboog als lichtbron en geregistreerd op fotografische film. Door de atoomemissielijnen van kwik te gebruiken, werd voor het eerst gebruikgemaakt van echt monochromatisch licht en was dan ook een veel beter signaal meetbaar.
Ramanspectroscopie werd een gespecialiseerde nichetechniek in de jaren 1940. Infraroodspectroscopie, waarmee vergelijkbare informatie te verkrijgen is, was toen veel toegankelijker en goedkoper. De uitvinding van fotomultipliers zorgde daarentegen voor een verbeterde accuratesse en gebruiksgemak van ramanspectrometers. Daarna werden de eerste commerciële ramanspectrometers geïntroduceerd in 1953. Lasers die veel beter presteerden, vervingen de kwikboog als lichtbron in de jaren 1960. In de jaren 1970 werd ramanmicroscopie geïntroduceerd. Bij deze techniek wordt het laserlicht op een speciale manier door een microscoop geleid en kan men via de objectieven van de microscoop visueel zien welk oppervlak men bemonstert. Door gebruik te maken van een confocaal lenzensysteem werd het mogelijk om oppervlakken kleiner dan 1 μm² en volumes kleiner dan 1 μm³ te analyseren. Halfweg de jaren 1980 traden er enkele onafhankelijke ontwikkelingen op die de productie en kwaliteit van de componenten van ramanspectrometers ten goede kwamen. Door de enorme instrumentele vooruitgang sinds halfweg de jaren 1980, kunnen ramanspectra veel sneller gecollecteerd worden en zijn de toestellen tevens compacter en nauwkeuriger geworden. Hierdoor zijn meer veeleisende toepassingen mogelijk geworden.

## Toepassingen
Ramanspectroscopie kan gebruikt worden om de structuur van moleculen op te helderen of de samenstelling van een mengsel te achterhalen. Verder wordt de techniek in de scheikunde veel gebruikt als aanvulling op en volwaardig alternatief van infraroodspectroscopie voor de analyse van mengsels. Zeker in combinatie met chemometrie wordt ramanspectroscopie een krachtige techniek voor productherkenning en analyse van de samenstelling.

### Toepassingen in het onderzoek
Sinds begin de jaren 1980 is er enorme vooruitgang in de instrumentatie. Er wordt dan ook steeds meer onderzoek gedaan om ramanspectroscopie te gebruiken bij de herkomstherkenning van kunstvoorwerpen en als snelle analysemethode voor biologische materialen in de farmacie en microbiologie. Typische voorbeelden van dergelijke recente onderzoeksprojecten zijn de herkenning van bijvoorbeeld prostaatkanker of soortherkenning van micro-organismen.
In de vastestoffysica wordt ramanspectroscopie gebruikt om materialen te karakteriseren. Bovendien kan men er ook de temperatuur van een monster of de oriëntatie te bepalen.
Net zoals in losse moleculen, zijn er in vaste stoffen karakteristieke fononen die het monster kunnen helpen identificeren. Ook kan met behulp van ramanspectroscopie een beeld worden gevormd van andere laagfrequente modes in de vaste stof, zoals plasmonen, magnonen en aangeslagen supergeleidende toestanden.
Ramanverstrooiing door een kristal geeft informatie over de oriëntatie van het kristal. De richting van de polarisatie van de ramanverstrooiing kan samen met de kristalstructuur worden gebruikt om de richting van het kristal vast te leggen.
Ramanspectroscopie wordt gebruikt voor de eiwitanalyse omdat de frequentie van de amide-banden informatie geeft over aanwezigheid en hoeveelheid van structurele elementen zoals de α-helix en β-plaat.

### Toepassingen in de industrie
De grote doorbraak in onderzoekstoepassingen trad op in de jaren negentig van de twintigste eeuw. Vermits de ontwikkeling van een theoretisch onderzoek in een commerciële toepassing destijds gemiddeld zo'n vijftien jaar duurde, begon men ramanspectroscopie in de eerste jaren van de eenentwintigste eeuw industrieel te gebruiken in niet meer verwaarloosbare proporties. Enkele voorbeelden:
- Industriële scheiding van plastic, wat noodzakelijk is voor eventueel hergebruik.
- Backscatteringgeometrie wordt gebruikt om via een transparant venster reacties te volgen in een reactorvat. Zo kunnen gevaarlijke bereidingen toch in een gesloten ruimte plaatsvinden, terwijl men via ramanspectroscopie de reacties volgt en kan bijsturen, bijvoorbeeld door verwarming, afkoeling of roeren.
- Omstreeks 2005 beschreef het bedrijf Thermo Electron hoe men droge stof en vetgehalte bepaalt in kaas. Vroeger was deze analyse niet alleen tijdrovend, maar waren ook verscheidene chemicaliën nodig, waaronder zwavelzuur.